# 普洛安娜島

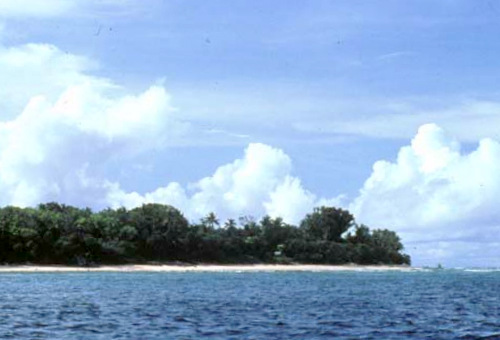

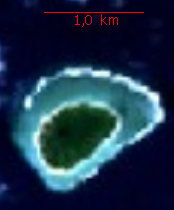

普洛安娜島是帛琉的島嶼，位於太平洋海域，距離梅里爾島50公里，由松索羅爾負責管轄，長0.8公里、寬0.53公里，面積0.5平方公里，最高點海拔高度6米，2000年人口僅10人。